# کرایسلر ایراستریم
کرایسلر ایراستریم (Chrysler Airstream) نام یک اتومبیل ساخت شرکت کرایسلر است. 